# Турецкий Курдистан
Туре́цкий Курдиста́н (тур. Kuzey Kürdistan), также Севе́рный Курдиста́н (курд. Bakurê Kurdistanê) или Баку́р (от курд. Bakur «север») — наименование регионов восточной части Турции, населённых преимущественно курдами. Северная часть этнографической и исторической области Курдистан. Занимает нагорья и засушливые плато с континентальным климатом, большая часть Северного Курдистана расположена на Армянском нагорье и северных отрогах гор Загрос.
Включает в себя 26 провинций, из которых 6 — лишь частично. Территорию населяют около 13,5 млн. курдов (86 % от населения региона) — фактическое население, и почти 8 млн. курдов в диаспоре, переселившихся в западные провинции Турции, Сирию, Европу и страны СНГ.
Курдские политические организации требуют от турецких властей предоставления национально-территориальной автономии в пределах курдских провинций. Согласно Турецкой Конституции 1921 года, за Северным Курдистаном был закреплен статус широкой автономии, а курдам предоставлены основные права и свободы. Однако после победы Кемалистской революции она была заменена новой конституцией, в которой Турция стала унитарным национальным турецким государством без учёта прав коренных народов. В политическом отношении территория Северного Курдистана является ареной многолетнего турецко-курдского конфликта различной интенсивности, в ходе которого Рабочая партия Курдистана вела партизанскую войну против турецкой армии и жандармерии. 12 мая 2025 года РПК объявила о самороспуске, но некоторые группировки продолжают вооружённую борьбу. Из-за этого конфликта миллионы курды были вынуждены эмигрировать в западную Турцию и страны Евросоюза.

## География
Энциклопедия ислама приводит следующее описание ареала курдов в Турции, согласно Троттеру (1878)։
Согласно Троттеру (1878), пределом их протяженности на север была линия Сивас—Эрзурум—Карс. В районе Эрзурума они встречаются особенно на востоке и юго-востоке. Курды также занимают западные склоны Арарата, районы Кагызман и Ыгдыр. На западе они тянутся широким поясом за руслом Евфрата, а в районе Сиваса — в двух районах. Весь регион включает в себя районы к востоку и юго-востоку от этих пределов. Северный Курдистан включает на северо-востоке страны; Эрзинджан, Эрзурум и Карс; в центре, с запада на восток и с севера на юг; Малатья, Тунджели, Элязыг, Бингель, Муш, Агры, затем Адыяман, Батман, Сиирт, Битлис и Ван, наконец, в южных провинциях Урфа, Мардин и Хиккяри. 
Тем не менее подчеркивается, что не точные границы границ Курдистана вряд-ли позволяют точно оценить этот район. Этот регион образует юго-восточную окраину Анатолии и Верхнюю Месопотамию. Здесь преобладают высокие пики высотой более 3700 м и засушливые горные плато, образующие часть дуги Таврских гор. Климат резко континентальный — летом жарко, а зимой холодно.

## Демография

### Языковая ситуация
В первой переписи населения Турции в 1927 году курдский был крупнейшим языком по носителям в провинциях Агры (58 %), Битлис (75 %), Диярбакыр (69 %), Элязыг (53 %), Хиккяри (89 %), Мардин (61 %), Сиирт (74 %, включая современный Батман) и Ван (77 %). Кроме того, курдский язык был самым большим родным языком в Шанлыурфе (42 %). 69 % населения в Муше имели курдский язык в качестве своего родного языка в переписи 1935 года, первой переписи, проведенной там после того, как провинция была отделена от Битлиса. Ил Бингель был отделен от Муша в 1935 году, а Тунджели был отделен от Элязыга в 1936 году, и курдский язык также был родным языком в этих вновь созданных провинциях в их первой переписи 1945 года с 56 % и 53 % соответственно.

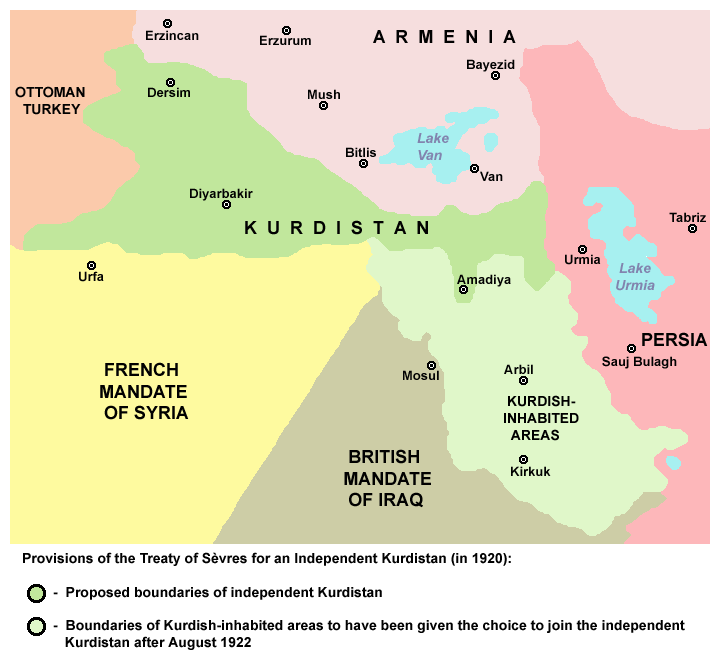
Предлагавшийся по Севрскому мирному договору 1920 года независимый Курдистан

### Национальный состав
Основное население Северного Курдистана — курдское (86 % населения региона). Кроме того, в Северном Курдистане существуют и другие этнические группы, включая арабов (ок. 10 %), ассирийцев, черкесов, осетин и турок. С 1990-х годов принудительная иммиграция с юго-востока привела миллионы курдов в такие города, как Стамбул, Анкара, Анталья и Измир.
До начала XX века в регионе проживало в том числе армянское, а также курдо-езидское, ассирийское и халдейское населения.